# Ран
Ран (на японски: 乱; на английски: Ran), в превод хаос, е филм на японския режисьор Акира Куросава от 1985 г. по мотиви от трагедията на Уилям Шекспир „Крал Лир“.

## Сюжет
Внимание:  Текстът по-долу разкрива сюжета на произведението (или части от него)!
Безмилостният някога господар Хидетора Ичимондзи, е стар и уморен. Той решава да предаде управлението на най-големия си син Таро и да се оттегли, запазвайки външните знаци на властта и свитата си. За да не възникнат
дразги между синовете му Хидетора дава на двамата по-малки по една крепост. Най-малкият му син Сабуро и верният му служител Танго се противопоставят на това решение, защото смятат, че то ще донесе беди на всички и най-вече на самия Хидетора. Раздразнен от упоритостта им владетелят ги прогонва. Скоро опасенията на Сабуро започват да се потвърждават. Под влияние на властолюбивата си съпруга Каеде, Таро принуждава баща си да подпише унизителен договор за подчинение. Разгневен и оскърбен Хидетора търси подкрепа от втория си син. Дзиро обаче се чувства пренебрегнат от бащаиния си избора на наследник. Насъскан от приближените си той се готви за война с брат си. Отказва да допусне свитата на бившия владетел в замъка си с обяснението, че е твърде буйна. Унизеният Хидетора броди из бившите си владения с малцината си останали верни служители. Той гладува, защото Таро е забранил под страх от смъртно наказание да се дава храна и подслон на баща му. В този критичен момент Хидетора получава предложение за помощ от онези от които най-малко я очаква – Сабуро и Танго. Срамувайки се заради несправедливото си отношение към най-малкия си син, бившият владетел предпочита да се укрие в Третата крепост, владяна от Огура, военачалник на Таро. Войските на двамата му по-големи сина влизат в бой за крепостта. Таро е убит, но Дзиро не смее да посегне на баща си. Докато последният се скита изгубил разсъдака си, Сабуро начело на войските си го търси. Недоверието на Дзиро
спрямо брат му ще доведе до война от която никой няма да излезе победител.

## Любопитни факти
- Акира Куросава работи в продължение на 10 години по сценария на „Ран“.

- Режисьорът, който се занимава и с рисуване, е направил множество рисунки за отделните планове на кинокамерата. Те са публикувани, заедно със сценария.

- При започване на снимките, Куросава е вечи почти сляп. Работи чрез асистенти, които ползват като нагледно средство рисунките му.

- Във филма са се снимали около 1400 статисти. Облеклото и въоръжението на всеки е направено ръчно. За изготвянето на костюмите са били необходими две години.

- При снимките са използвани 200 коня. Тъй като не било възможно да се събере необходимото количество в самата Япония, част от животните били внесени от САЩ.

- Замъкът „Третата крепост“ разрушен от войските на Дзиро е построен в естествена големина специално за снимките на „Ран“.

- Предишния си филм „Кагемуша“, Куросава счита като генерална репетиция за „Ран“.

## Актьори и персонажи
- Тацуя Накадаи – великия господар Хидетора Ичимондзи.
- Акира Терао – Таро Такатора Ичимондзи, първородният син на Хидетора.
- Джинпачи Незу – Дзиро Масатора Ичимондзи, втори син на Хидетора.
- Дайсуке Риу – Сабуро Наотора Ичимондзи, най-малкият син на Хидетора.
- Миеко Нарада – госпожа Каеде, властолюбивата и отмъстителна съпруга на Таро.
- Йошико Миядзаки – госпожа Суе, кроткота и набожна съпруга на Дзиро.
- Хисачи Икава – Шури Коногане, военачалник на Дзиро.
- Петер – Кьоами, шут на Хидетора и негов другар в нещастиятя.
- Масаюки Юи – Танго Хираяма, служител на Хидетора, верен му и в нещастието.
- Кадзуо Като – Кагеу Икома, съветник на Хидетора, предава го заради новия владетел Таро.
- Норио Мацуи – Шуменошике Огура, военачалник на Таро, предава го на Дзиро.
- Тошия Ито – Мондо Наганума
- Кенджи Кодама – Самон Ширане

## Екип
- Сценарий – Масато Иде, Хидео Огуни, Акира Куросава
- Режисьор – Акира Куросава
- Оператори – Такао Сайто, Масахуру Уеда и Асакацу Накай
- Композитор – Тору Такемицу
- Художници – Шинобу Мураки, Йоширо Муроки
- Продуценти – Серж Силберман, Масато Хара

## Награди
Награда
- 1985 г. – Награда за „Най-добър чуждестранен филм“ от Наградите на Асоциацията на филмовите критици в Лос Анжелис (LAFCA).
- 1985 г. – Награда за „Най-добра музика“ на Тору Такемицу от Наградите на Асоциацията на филмовите критици в Лос Анжелис (LAFCA).
- 1985 г. – Награда за „Най-добър режисьор“ на Акира Куросава от Нешинъл Борд ъф Ревю, САЩ (National Board of Review, USA).
- 1985 г. – Награда за „Най-добър чуждоезичен филм“ от Нешинъл Борд ъф Ревю, САЩ (National Board of Review, USA).
- 1985 г. – Награда за „Най-добър чуждоезичен филм“ от Наградите на Ню Йоркската филмова критика (NYFCC).
- 1985 г. – Награда на Акира Куросава от Международния филмов фестивал в Сан Себастиян, Испания.
- 1986 г. – Награда „Оскар“ в категорията „Най-добри костюми“ на Еми Вида.
- 1986 г. – Награда „Давид на Донатело“ за „Най-добър чуждестранен филм и режисьор“ за Акира Куросава, Италия.
- 1986 г. – Награда за „Най-добър чуждоезичен филм“, за Серж Силберман, Масато Хара и Акира Куросава от БАФТА, (BAFTA Film Award).
- 1986 г. – Награда за „Най-добър художник на филм“, за Шинобу Мураки и Йоширо Муроки от Японската филмова академия.
- 1986 г. – Специална награда за продуцента Масато Хара от Японската филмова академия.
- 1986 г. – Награда за „Най-добър режисьор“, на Акира Куросава от Майничи Филм Конкурс (Mainichi Film Concours), Токио.
- 1986 г. – Награда за „Най-добър филм“, на Акира Куросава от Майничи Филм Конкурс (Mainichi Film Concours), Токио.
- 1986 г. – Награда за „Най-добър поддържащ актьор“, на Хисачи Икава от Майничи Филм Конкурс (Mainichi Film Concours), Токио.
- 1986 г. – Награда „Синя лента“ в категорията „Най-добър филм“ за Акира Куросава от Блу Рибън Ауърдс (Blue Ribbon Awards), Токио.
- 1986 г. – Награда за „Най-добър европейски филм“ за Акира Куросава от Бодл Ауърдс (Bodil Awards), Копенхаген.
- 1986 г. – Награда за „Най-добър филм“ от Наградите на Националната асоциация на филмовите критици в САЩ (NSFC).
- 1986 г. – Награда за „Най-добър оператор“ за Такао Сайто от Наградите на Националната асоциация на филмовите критици в САЩ (NSFC).
- 1986 г. – Награда за „Най-добра операторска работа“ за Такао Сайто, Масахуру Уеда от Бостънската асоциация на филмовите критици (BSFC).
- 1986 г. – Награда за „Най-добър филм“ от Бостънската асоциация на филмовите критици (BSFC).
- 1986 г. – Награда от „Наградите Джозеф Плато“ (Joseph Plateau Awards), Гент.
- 1986 г. – Награда „Аманда“ в категорията „Най-добър чуждестранен филм“ на Аманда Ауърдс (Amanda Awards), Норвегия.
- 1987 г. – Награда за „Режисьор на годината“ за Акира Куросава от Наградите на Лондонската филмова критика.
- 1987 г. – Награда за „Най-добър чуждестранен филм на годината“ от Наградите на Лондонската филмова критика.

## Номинации
- 1986 г. – Номинация за „Оскар“ в категорията „Най-добър художник на филм“ за Шинобу Мураки и Йоширо Муроки.
- 1986 г. – Номинация за „Оскар“ в категорията „Най-добра операторска работа“ за Такао Сайто, Масахуру Уеда и Асакацу Накай.
- 1986 г. – Номинация за „Сезар“ в категорията „Най-добър чуждестранен филм“.
- 1986 г. – Номинация за „Сезар“ в категорията „Най-добър филмов плакат“ за Бенджамин Балтимор.
- 1986 г. – Номинация за „Златен глобус“ в категорията „Най-добър чуждестранен филм“.
- 1986 г. – Номинация в категорията „Най-добра операторска работа“ за Такао Сайто и Масахуру Уеда от БАФТА.
- 1986 г. – Номинация в категорията „Най-добри костюми“ за Еми Вида от БАФТА.
- 1986 г. – Номинация в категорията „Най-добър продуцент“ за Серж Силберман и Масато Хара от БАФТА.
- 1986 г. – Номинация в категорията „Най-добър сценарий“ за Масато Иде, Хидео Огуни и Акира Куросава от БАФТА.
- 1986 г. – Номинация на Наградите са независим дух (Independent Spirit Awards), Калифорния.